# أل بورتو
أل بورتو (بالإنجليزية: Al Porto)‏ هو لاعب كرة قاعدة أمريكي، ولد في 27 يونيو 1926 في Heilwood, Pennsylvania ‏ في الولايات المتحدة، وتوفي في 6 يوليو 2005 في لانكستر في الولايات المتحدة.

## وصلات خارجية
- أل بورتو على موقع دوري كرة القاعدة الرئيسي (الإنجليزية)
- أل بورتو على موقعبيزبول رفرنس.كوم (الدوري الرئيسي) (الإنجليزية)
- أل بورتو على موقعبيزبول رفرنس.كوم (الدوري الثانوي) (الإنجليزية)